# Cüneyt Erden
Cüneyt Erden (Bursa, 5 settembre 1977) è un ex cestista e allenatore di pallacanestro turco che giocava come guardia. Alto 185 cm, è nazionale turco dal 2005.

## Carriera
Cresciuto nel Tofaş Spor Kulübü, Cüneyt Erden si trasferì al Türk Telekom nel 2000 e vi rimase fino al 2002 quando andò al Darüşşafaka. Nel 2005 fu ingaggiato dall'Ülkerspor ma dopo aver vinto il campionato turco ed aver disputato una buona Eurolega nel 2006 passò ai rivali dell'Efes Pilsen in seguito alla fusione del Fenerbahçe e dell'Ülkerspor.
Nel 2007 è stato acquistato dal Galatasaray Café Crown raggiungendo la semifinale della ULEB Cup, nella quale un suo canestro da 3 punti nella gara dei quarti della Final Eight contro il Beşiktas fu decisivo per il passaggio del turno.
Con la Turchia ha disputato i Campionati europei del 1999.

## Palmarès

### Giocatore
- Campionato turco: 3

Tofaş: 1998-99, 1999-2000
Ülkerspor: 2005-06
- Coppa di Turchia: 2

Tofaş: 1999-2000
Efes Pilsen: 2006-07